# Рене де Бурбон-Монпансьє
Рене де Бурбон (фр. Renée de Bourbon; також Рене де Бурбон-Монпансьє фр. Renée de Bourbon-Montpensier; відома як Рене, дама Меркеру, фр. Renée, Dame de Mercœur; 1494 — 26 травня 1539) — французька аристократка з дому Бурбонів-Монпансьє, донька графа Жильбера де Бурбон-Монпансьє та Клари Гонзага, дружина герцога Лотаринзького та Барського Антуана Доброго. Дама Меркеру у 1496—1539 роках.

## Біографія
Народилась 1494 року. Була п'ятою дитиною та другою донькою в родині 5-го графа де Монпансьє Жильбера де Бурбона та його дружини Клари Гонзага. Мала старшу сестру Луїзу та братів Луї, Шарля та Франсуа. Згодом в сім'ї з'явилася молодша донька Анна.
У 1495 році французький король Карл VIII призначив батька Рене, Жильбера де Бурбона, першим віце-королем Неаполітанського королівства. Наступного року той помер від хвороби, яка перебігала з гарячкою, в Італії. Матір більше не одружувалася. Її не стало у червні 1503 року. Старший брат Луї помер ще раніше, відвідуючи могилу батька, у серпні 1501. Спадкоємцем сімейних титулів та великих земель в Оверні став наступний за старшинством брат Рене, Шарль. У вересні 1512 року він був призначений губернатором Ланґедоку.
Рене виховувалась зі своїми двоюрідними сестрами, французькими принцесами. Згодом Франциск I влаштував її шлюб із герцогом Лотарингії та Бару. Спершу король планував його весілля з Марією Тюдор, але та обрала за чоловіка герцога Саффолка, тож Франциск I замінив Марію на Рене.
26 червня 1515 Рене, якій було близько 19 років, побралася із 26-річним герцогом Лотарингії та Бару Антуаном Добрим у резиденції французьких королів, замку Амбуаз. Збереглося ліжко пари, яке, можливо, було виготовлене до їхнього весілля, і наразі є «унікальним зразком парадного ліжка XVI століття, що сягнуло наших днів».
У тому ж році чоловік і старший брат Рене брали участь у новому італійському поході і, зокрема, у битві при Мариньяно.
В'їзд герцогині до Нансі описаний у хроніці. Вона прибула до столиці з Бар-ле-Дюку на початку травня 1516 року. Спочатку зупинилася неподалік міста у селі Лаксу. Після розкішного пікніка, що тривав шість годин, під'їхала до воріт Нансі та була зустрінута хором, який співав на її честь у супроводі гарматних пострілів із кріпосних валів.
За кілька місяців Рене завагітніла і у серпні 1517 року народила первістка. Всього у подружжя було шестеро дітей. Повідомляється, що герцогиня Рене не мала сили характеру, аби здійснювати якийсь політичний вплив у Лотарингії. Однак була відома своїм розвиненим італійським смаком і принесла до країни «елегантність і витонченість мантуанського двору». Їй приписують розквіт мистецтв, який відбувався у Нансі за часів правління Антуана.
У серпні 1538 року Рене було наказано з'явитися до Компьеню, аби зустрітися з Марією Австрійської. У березні 1539 року вона поїхала до Невшато, аби побачити чоловіка, який мав проблеми зі шлунком, і вони разом повернулися до Нансі. Герцогиня пішла з життя у Нансі 26 травня 1539 року від дизентерії. Була похована в усипальні лотаринзьких герцогів у церкві кордельєрів у Нансі.

## Родина

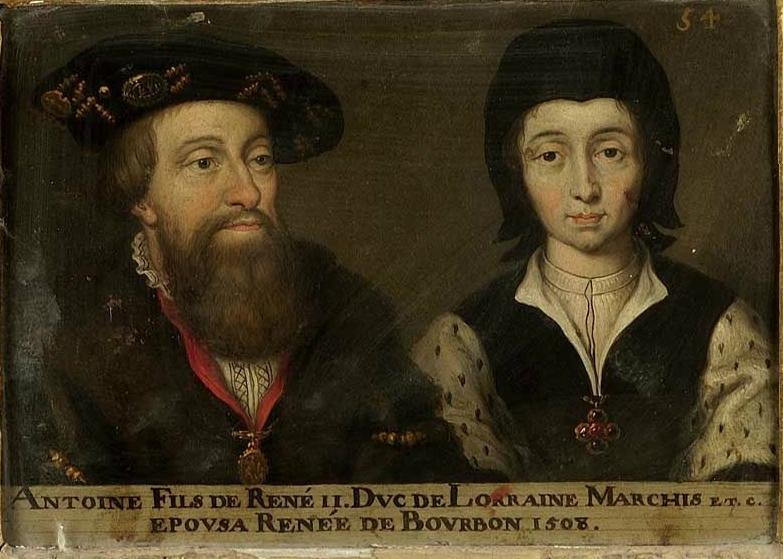
Портрет Антуана та Рене Лотаринзьких, галерея Уффіці

Чоловік — Антуан (герцог Лотарингії)
Діти:
- Франсуа (1517—1545) — наступний герцог Лотаринзький та Барський у 1544—1545 роках, був одруженим із данською принцесою Крістіною, мав сина та двох доньок;
- Анна (1522—1568) — була двічі одружена, мала двох дітей;
- Ніколя (1524—1577) — єпископ Мецу та Вердену, граф де Водемон, герцог де Меркер, був тричі одруженим, мав п'ятнадцятеро дітей;
- Жан (1526—1532) — прожив 6 років;
- Антуан (1528—?) — помер у ранньому віці;
- Єлизавета (1530—?) — померла в ранньому віці.